# Хатка на курячій лапці

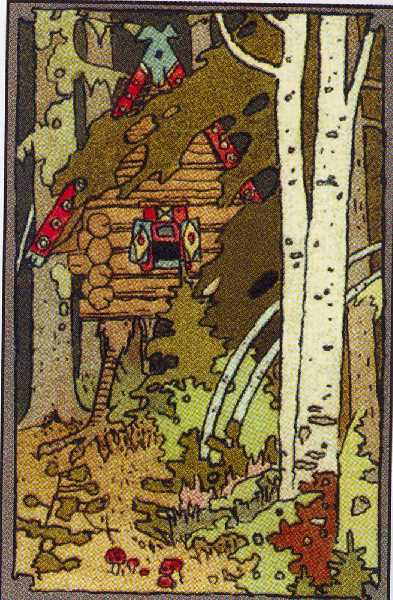
Іван Білібін. Малюнок для обкладинки книжок серії «Казки», 1899

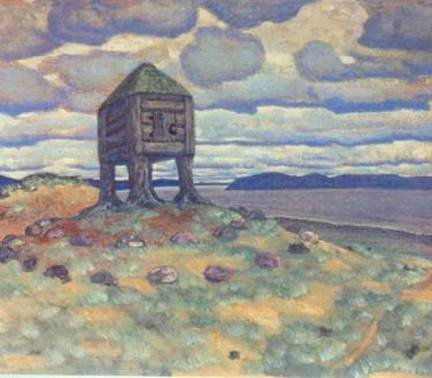
Микола Реріх. «Хата смерті», 1905

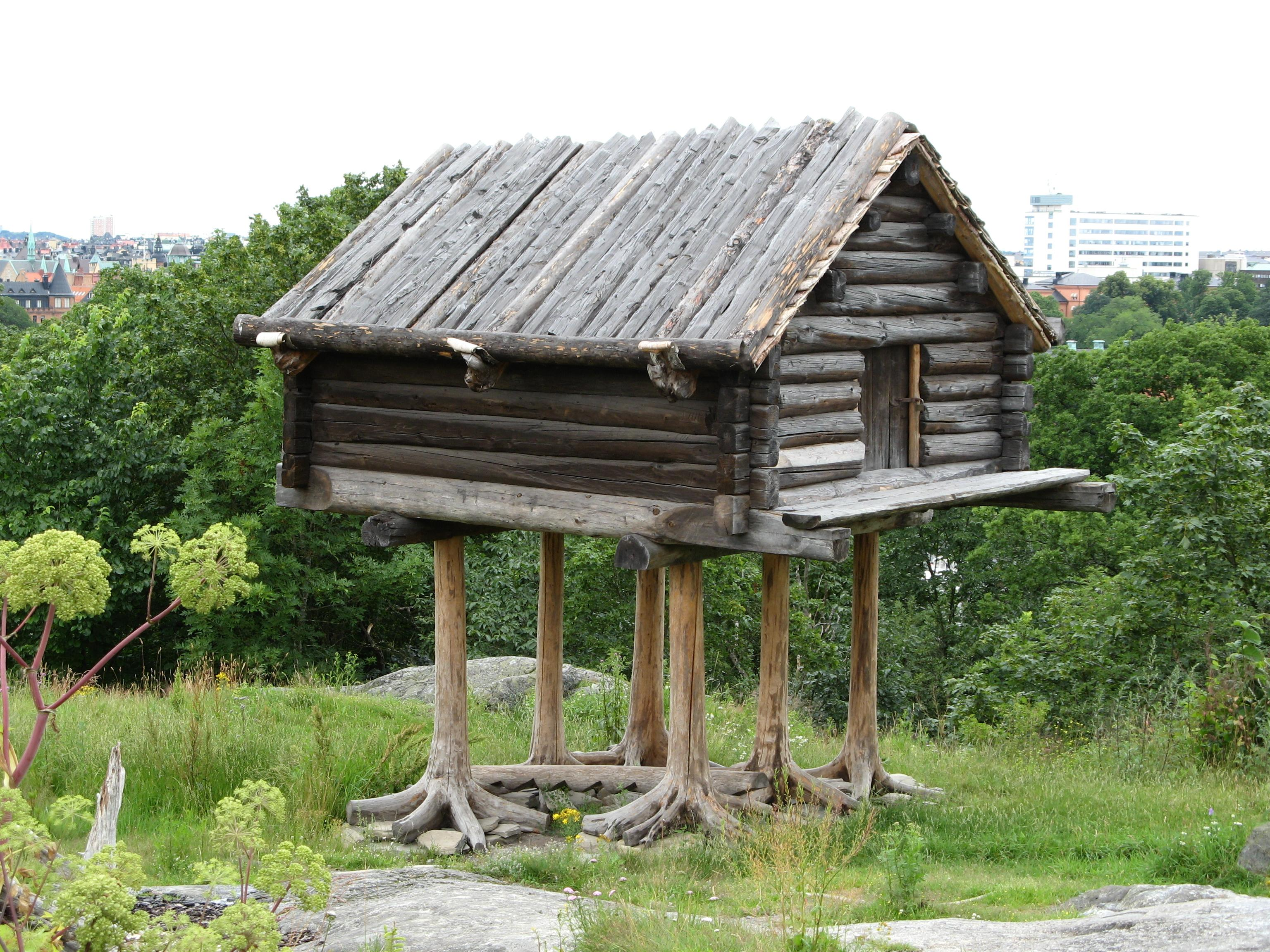
Саамська комора. Модель на території парку Скансен (Стокгольм)

Хатка на курячій лапці, також хатка на курячій ніжці, хатинка на курячих ніжках — фольклорна назва маленької вбогої хатки, зокрема житла казкової Баби-Яги.

## Образ
Стоїть у лісі на двох величезних курячих ногах, які повертали хатку на першу вимогу головного героя.
У російських казках описується такими виразами: «избушка о куриной ножке, об одном окошке, с крытым красным крыльцом»; «на куриных лапках, на веретенных пятках».
Вважається, що хатка є місцем переходу із світу земного в світ потойбічний: повертаючись, вона відкриває двері то в світ живих, то в світ мертвих, тому герой не може ступити на землю потойбіччя і вимушений йти по нитці, що розмотується з клубка.

## Історія образу
Виникнення образу хатки «на курячій лапці» історично пов'язується з дерев'яними зрубами, які в давнину на Русі ставили на пеньки з обрубаним корінням, з метою захистити нижні вінці від гниття. У Москві існувала старовинна дерев'яна церква «Микола на курячих ніжках», поставлена на пеньки внаслідок багнистості місцевості.